# Ines a Suediei
Ines a Suediei (Ines Marie Lilian Silvia Bernadotte; n. 7 februarie 2025, comuna Danderyd, Comitatul Stockholm, Suedia) este o prințesă suedeză, ducesă de Västerbotten, cea mai mică dintre cei patru copii și singura fiică a lui Carl Philip, duce de Värmland, și a soției sale, Sofia Hellqvist. Ea este a opta în linia de succesiune la tronul Suediei, după fratele ei mai mare, Julian, și înaintea mătușii sale, Magdalena.

## Biografie
S-a născut vineri, 7 februarie 2025, la ora 11:00, în Danderyd, ca al patrulea copil al prințului Carl Philip, Duce de Värmland (singurul fiu al regelui Suediei, Carl al XVI-lea Gustaf) și al soției sale, Sofia Hellqvist. La data nașterii, ea cântărea 3,64 kg și măsura 49 cm. Tatăl ei a fost prezent la naștere.